# Drakan: Order of the Flame
Drakan: Order of the Flame, auch Drakan: Orden der Flammen, ist ein Action-Adventure des US-amerikanischen Entwicklers Surreal Software. Es wurde am 1. Oktober 1999 für Windows veröffentlicht. Es lag später auch einigen Grafikkarten der GeForce-256-Serie bei, wobei damit geworben wurde, es würde sich um eine spezielle für den GeForce-Grafikkartenchip optimierte Version von Drakan handeln. 2002 erschien die Fortsetzung The Ancients’ Gates.

## Handlung
Die Spielerfigur ist Rynn, eine rothaarige Kriegerin, die sich mit ihrem jüngeren Bruder Delon auf dem Weg in ihr Dorf befindet, als sie plötzlich von Wartoks überfallen werden. Delon und fast alle anderen Einwohner werden entführt oder getötet, Rynn wird bewusstlos zurückgelassen. Nachdem sie wieder zu sich gekommen ist, bekommt sie vom sterbenden Dorfältesten den Auftrag, eine bestimmte Höhle aufzusuchen, um sich mit dem dort seit Jahrhunderten ruhenden roten Drachen Arokh zu verbünden. Die beiden vereinen ihre Seelen nach der uralten Tradition des Ordens der Flamme (engl.: Order of the Flame) und machen sich auf den Weg, Rynns jüngeren Bruder zu befreien. Auf ihrer Reise erfahren sie, dass der böse Zauberer Navaros die treibende Kraft hinter den Überfällen ist. Schon vor seiner langen Ruhezeit hat Arokh gegen ihn gekämpft, ihn besiegt und seinen Körper zerstört, doch nun droht Navaros, Delons Körper als Avatar für seine Rückkehr zu nutzen.

## Spielprinzip und Technik
Drakan ist ein Action-Adventure mit linear aufgebauten 3D-Leveln, durch die der Spieler seine Hauptfigur Rynn und ihren Drachen Arokh aus einer Third-Person-Ansicht steuert. Der Hauptbestandteil des Spiels sind actionreich inszenierte Kämpfe in Echtzeit. Gekämpft wird sowohl zu Fuß mit Schwertern, Bögen und anderen Waffen als auch auf Arokhs Rücken, wobei der Spieler die Kontrolle übernimmt, sobald Rynn auf seinen Rücken steigt. Arokh kann frei fliegen und lernt im Laufe des Spiels verschiedene elementare Angriffe, am Boden kann er sich auch mit Bissen zur Wehr setzen. Ein weiteres zentrales Element sind leichte Rätsel – oft Schalterpuzzles und ähnliches – und Abschnitte, die präzise Sprünge und das Umgehen von Fallen fordern.
Im mitgelieferten Mehrspielermodus können bis zu acht Spieler über LAN oder Internet gegeneinander spielen. Es stehen insgesamt drei Modi zur Auswahl, zwei Deathmatch-Varianten mit Luft- und Bodenkampf sowie eine spezielle Variante des Modus King of the Hill namens Master of the Dragon. Bei Letzterem befindet sich ein Drache im Zentrum der Karte, der zu Beginn alle Spieler bei Annäherung attackiert. Erst durch das Auffinden eines Beherrschungsgegenstands kann ein Spieler solange die Kontrolle über den Drachen erlangen, bis er von seinen Mitspielern bezwungen wurde.

## Produktionsnotizen
Drakan war Surreals erstes Projekt. Zu Beginn konzentrierte sich das neugegründete Spielestudio hauptsächlich auf die Entwicklung eigener Techniktools und der für das Spiel verwendeten Riot-Engine. Mit Hilfe dieses flexibel konzipierten technischen Grundgerüsts sollten Publishern dann verschiedene Spielideen vorgestellt werden. Virgin Interactive griff im Sommer 1996 schließlich das Konzept eines Strategiespiels mit Drachen auf und ließ Surreal ein arcadeartiges, an Shootern orientiertes Third-Person-Spiel mit einem Drachen als Hauptfigur entwickeln. Bereits Anfang 1997 gab Virgin Interactive das Projekt jedoch wieder auf und verkaufte die Rechte an Psygnosis. Surreal veränderte daraufhin mit Zustimmung des neuen Rechteinhabers das Spielkonzept ein weiteres Mal. Da sich die Entwickler stärker an Rollenspielen orientieren wollten und die Interaktions- und Ausrüstungsmöglichkeiten mit einem Drachen als Hauptfigur beschränkt waren, wurde mit Rynn eine menschliche Hauptfigur hinzugefügt. Dieses Konzept wurde schließlich mit einem Budget von 2,5 Millionen US-Dollar umgesetzt.
Rynn wurde auf verschiedenen Fotos und Messen von einem Model verkörpert, das unter dem Namen Myrna Blankenstein vorgestellt wurde. Ihr bürgerlicher Name wurde nicht bekannt gegeben.
Um eine niedrige Altersfreigabe zu erreichen, wurde die deutsche Verkaufsversion entschärft, indem das Blut entfernt wurde. Außerdem können im Kampf keine Körperteile der Gegner abgetrennt werden. In den ausländischen Versionen kann das Gewaltlevel in drei Stufen verändert werden.
Zum Spiel wurde auch ein Level-Editor veröffentlicht, den viele Spieler nutzten, um eigene Multiplayerkarten zu erstellen. Diese wurden auf verschiedenen Webseiten dann kostenlos zum Download angeboten.
Das Spiel endet mit einem klassischen Cliffhanger und verspricht damit eine Fortsetzung, die in dieser Form allerdings nie erschien. Sony kündigte 2000 einen Nachfolger exklusiv für die Spielkonsole PlayStation 2 an. Diese erschien als Drakan: The Ancients’ Gates im Januar 2002 ausschließlich für PlayStation 2.
1999 veröffentlichte der Carlsen Verlag ein gleichnamiges Comicheft des Autors asp mit Illustration von Timo Würz. Es handelt zeitlich vor dem Computerspiel.

## Rezeption
Drakan: Order of the Flame erhielt überwiegend positive Bewertungen. Die Rezensionsdatenbank GameRankings aggregiert 28 Rezensionen zu einem Mittelwert von 81 %. GameSpot lobte die optische Aufmachung und den Umfang des Spiels sowie das Leveldesign, kritisierte aber die seichte Story sowie kleine technische Unzulänglichkeiten.